# 서부간선로
서부간선로는 인천광역시 계양구 작전서운동 서운사거리와 인천광역시 계양구 박촌동을 연결하는 도로이다. 총연장은 3.4km이며, 도로명은 서운동 일대와 계양동 일대를 지나가는 인공 수로인 서부간선수로에서 유래되었다.

## 특징
이 도로는 계산택지를 연결하는 장제로의 교통혼잡을 억제하기 위하여 신설된 지선 도로이며, 박촌동에서 장제로와 직결되고 계산택지에서 계양대교나 계양역을 잇는 주요도로이며, 서운동에 있는 계양체육관 일대를 연결하고, 계양 나들목을 연결하여 서울외곽순환고속도로를 이용할 수도 있다. 서운사거리에서 이 도로는 끝나지만 아나지로437번길과 직결되어 아나지로를 연결하며, 대보로를 통하여 부평으로 나아갈 수도 있다.

## 주요 경유지

#### 인천광역시
- 계양구 (작전서운동 - 계산동 - 계양동)

## 노선
| 이름              | 접속 노선       | 소재지     | 소재지 | 비고 |
| ----------------- | --------------- | ---------- | ------ | --- |
| 서운사거리        | 봉오대로 서운로 | 인천광역시 | 계양구 | |
| 계양체육관 교차로 | 도두리로        | 인천광역시 | 계양구 | 계양체육관, 봉오대로와 간접 연결                                                                            |
| 한다리교서단      | 살라리로        | 인천광역시 | 계양구 | |
| 계산새로동단      | 계산새로        | 인천광역시 | 계양구 | |
| 계양문화로동단    | 계양문화로      | 인천광역시 | 계양구 | |
| 용종사거리        | 경명대로        | 인천광역시 | 계양구 | 서울외곽순환고속도로와 간접 연결 박촌동 방면 서구청방면 진출 불가 서운사거리 방면 계양 나들목방면 진출 불가 |
| (이름 없음)       | 동양로          | 인천광역시 | 계양구 | |
| 서부간선로서단    | 장제로          | 인천광역시 | 계양구 | |
| 장제로와 직결     |                 |            |        | |

## 주요 건물 및 시설
- 계양체육관 (인천광역시 계양구 작전서운동 봉오대로 855)
- 서운체육공원 (인천광역시 계양구 서운동 110)